# پتار دیستل
پتار دیستل (مجاری: Péter Disztl؛ زادهٔ ۳۰ مارس ۱۹۶۰) بازیکن فوتبال اهل مجارستان بود.
از باشگاه‌هایی که در آن بازی کرده‌است می‌توان به باشگاه فوتبال ویدتون، باشگاه فوتبال لوکوموتیو لایپزیگ، باشگاه فوتبال قوت-وایس ارفورت، باشگاه فوتبال بوداپست هونود، باشگاه فوتبال سلانگور، و باشگاه فوتبال دیوری ای‌تی‌او اشاره کرد.
وی همچنین در تیم ملی فوتبال مجارستان بازی کرده‌است.